# ばかやろうのキス
『ばかやろうのキス』は、2022年8月6日から9月3日まで毎週土曜日の14時30分 - 15時00分に日本テレビ（関東ローカル）のドラマ枠「Zドラマ」にて放送されたテレビドラマ。主演は板垣瑞生。
「Zドラマ」の第2弾作品。

## キャスト（テレビドラマ）
久城湊人（くじょう みなと）
演 - 板垣瑞生
本作の主人公。
美山李里奈（みやま りりな）
演 - 出口夏希
本作のヒロイン。かつて湊人がファーストキスをした相手。中学時代に東京へ転校した。
恋愛リアリティーショー「やり直したいファーストキス」に出演する。
入江勇吾（いりえ ゆうご）
演 - 窪塚愛流
湊人の同級生。
小佐田慶太（おさだ けいた）
演 - ゆうたろう
湊人の同級生。
園宮蓮（そのみや れん）
演 - 八木勇征（FANTASTICS）
「やり直したいファーストキス」の出演者。李里奈の気持ちを揺さぶる「完璧男子」。
天音もも（あまね もも）
演 - 本田望結
女子高生。李里奈の親友。
白倉紬（しらくら つむぎ）
演 - 新井舞良
雑誌モデル。
北林沙織（きたばやし さおり）
演 - 那須笑美
女子大生。園宮蓮のことが大好き。
久城美沙紀（くじょう みさき）
演 - 石田ひかり
湊人の母親。
久城敬（くじょう たかし）
演 - 戸田昌宏
湊人の父親。
浦井政司
演 - 和田正人
「やり直したいファーストキス」のディレクター。

### その他
鈴花（すずか）
演 - 山之内すず
湊人、勇吾、慶太が中3の時に地元で出会う女子高生。
女子高生
演 - 折田涼夏、鈴木みう
鈴花の同級生。
アシスタントディレクター
演 - 葛岡有（第2話 - ）

### ゲスト

#### 第2話
宮田萌（みやた もえ）
演 - 莉子
高校卒業後、インフルエンサーとして活動している。

#### 第5話
安藤しず香（あんどう しずか）
演 - 田鍋梨々花
大学へ進学後、モデル業で園宮蓮と共演する。

#### 照明スタッフ
演 - 瀬戸口祥侑

## スタッフ（テレビドラマ）
- チーフプロデューサー - 原浩生
- 企画 ・プロデューサー - 鈴木努
- プロデューサー - 平岡辰太朗（日本テレビ）、岡林修平（ROBOT）、鈴木丈亮（ROBOT）
- 脚本 - 山岡潤平
- 音楽 - 福廣秀一朗
- 演出 - 後藤庸介
- 主題歌- (sic)boy & JUBEE「君がいない世界」[9]
- 挿入歌 - 久保あおい「片っぽの心」（premium sound production）[10]
- 制作協力 - ROBOT
- 製作著作 - 日本テレビ

## 放送日程
| 話数   | 放送日  | サブタイトル        |
| ------ | ------- | ------------------- |
| 第1話  | 8月06日 | ファーストキス      |
| 第2話  | 8月13日 | バチバチな二人      |
| 第3話  | 8月20日 | 不意打ちキス        |
| 第4話  | 8月27日 | ぶつかる二人 そして |
| 最終話 | 9月03日 | キスの上書き        |

## ショートドラマ
『ばかやろうのキス 放課後編』（ばかやろうのキス ほうかごへん）と題し、本編開始前の7月22日から7月27日にかけて、TVerにて1日1話ずつ配信された。『ばかやろうのキス』に登場する湊人、勇吾、慶太の中学3年時のキスにまつわるエピソードを描く。

### キャスト
- 久城湊人 - 板垣瑞生[6]
- 入江勇吾 - 窪塚愛流[6]
- 小佐田慶太 - ゆうたろう[6]
- 鈴花 - 山之内すず[6]
- 女子高生 - 折田涼夏、鈴木みう[6]

### スタッフ
- 企画・脚本 - 鈴木努[6]

### 配信日程
| 各話 | 配信日  | サブタイトル         |
| ---- | ------- | -------------------- |
| #0   | 7月22日 |                      |
| #1   | 7月23日 | キスの練習           |
| #2   | 7月24日 | 鈴花との出会い       |
| #3   | 7月25日 | 慶太とキス練         |
| #4   | 7月26日 | 三人でキスしようぜ!  |
| #5   | 7月27日 | 真夏の大事件が始まる |

## やり直したいファーストキス
『やり直したいファーストキス』（やりなおしたいファーストキス）と題し、『ばかやろうのキス』とクロスオーバーするドラマが8月3日から9月3日にかけTVer、Hulu、YouTubeで配信された。主演は八木勇征（FANTASTICS）。
30日間シェアハウスで蓮と6人の女性が共同生活を行いながら、女性が自らを蓮にアピール。それぞれ与えられた役を演じながら、最終的に蓮のハートを射止めた女性がファーストキスをやり直す。
「Zドラマ」の第3弾。

### 概要
テレビドラマ『ばかやろうのキス』の劇中で展開される配信番組『やり直したいファーストキス』が、「実在するリアリティー番組」の体裁で描かれ、シェアハウスでの男女の恋愛駆け引きを描くドラマパートと、その様子をスタジオでタレントたちが鑑賞しトークを繰り広げるスタジオパートから構成されている。

### キャスト（配信ドラマ）

#### 主要人物
園宮蓮（そのみや れん）
演 - 八木勇征（FANTASTICS）
本作の主人公。超有名私立に通う大学生で、ルックス・頭脳・運動神経すべて完璧な男子。

#### 『やり直したいファーストキス』の参加女性
美山李里奈（みやま りりな）〈17〉
演 - 出口夏希
親友のももが番組にスカウトされたので彼女についていく。
天音もも（あまね もも）〈17〉
演 - 本田望結
女子高生。李里奈の親友。物怖じしないことから番組にスカウトされる。
白倉紬（しらくら つむぎ）〈21〉
演 - 新井舞良
雑誌モデル。
北林沙織（きたばやし さおり）〈20〉
演 - 那須ほほみ
天真爛漫なスポーツウーマン。大学生。
山田マユカ（やまだ マユカ）〈22〉
演 - ゆうちゃみ
母の影響でギャル雑誌を見て育った大阪生まれのフリーター。
長町怜（ながまち れい）〈19〉
演 - 深尾あむ
ネイティブ英語を使いこなすグローバル女子。大学生。

#### 『やり直したいファーストキス』の制作陣
浦井政司
演 - 和田正人
ディレクター。

#### スタジオパートのタレント
- 塩﨑太智（M!LK）[13] - 司会進行
- 曽野舜太（M!LK）[13] - 司会進行
- 森田哲矢（さらば青春の光）[13]
- 王林[13]
- 古川優香[13]

### スタッフ（配信ドラマ）
- 脚本 - 伊澤理恵
- 音楽 - 福廣秀一朗
- 主題歌 - 久保あおい「片っぽの心」（premium sound production）[10]
- プロデューサー - 平岡辰太朗（日本テレビ）、岡林修平（ROBOT）、鈴木丈亮（ROBOT）
- 演出 - 山口淳太（ヨーロッパ企画）
- 制作協力 - ROBOT
- 製作著作 - 日本テレビ

### 配信日程
| 話数   | 配信日  | サブタイトル       |
| ------ | ------- | ------------------ |
| 第1話  | 8月03日 | 初めての出会い     |
| 第2話  | 8月10日 | 突然の告白から     |
| 第3話  | 8月17日 | キスの上書き旅     |
| 第4話  | 8月24日 | 前の彼にイラついた |
| 最終話 | 9月03日 | 告白タイム         |